# Antonia Olivares
Antonia Olivares es una directora, asistente de dirección y supervisora de continuidad chilena.

## Carrera
Su vida artística se ha desarrollado entre Francia y Chile, y manifiesta que habla el inglés, francés y español. Su formación inicial se realizó en la Escuela de Cine de Chile, para luego participar en cursos en diversas escuelas de Europa. De acuerdo a diversas crónicas formativas de la Escuela de Cine de Chile, ella participó en la segunda gran generación de estudiantes que comenzaron a filmar entre 2001 y 2002. En dicha generación compartió Sebastián Lelio, Matías Bize, Andrés Mardones, Michel Bossy, Benjamín Echazarreta, Cote Concha, Marialy Rivas, Coke Hidalgo, con quienes compartió dirección de películas o fue parte del equipo técnico.

## Filmografía
- 1999, Historias de sexo, directora
- 2009, La Cola de Moebius, asistente de dirección.
- 2010,	L' Arnacoeur, segunda asistente de dirección
- 2011, Bonsái, supervisora de continuidad
- 2017, Una mujer fantástica, supervisora de continuidad.[4]